# Priamel

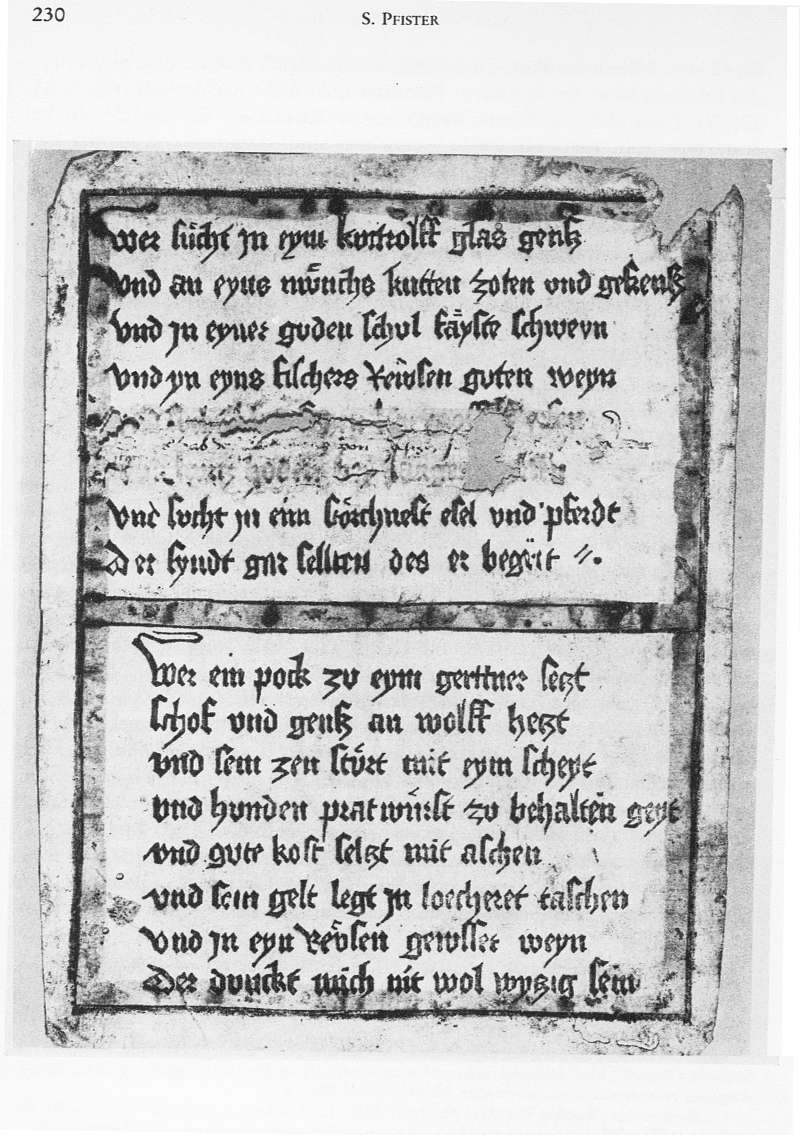
Impresión xilográfica con 2 priamel, pertenecientes a la Colección privada Schäfer Schweinfurt.

La priamel (del latín "præambulus, a, um", "que precede") es un esquema retórico propio de la literatura occidental. Como concepto, fue inicialmente propuesto por la filología alemana y se utilizó para designar a un género de la poesía alemana desde el siglo XII hasta el siglo XVI. Los principales representantes de este género fueron Hans Rosenplüt y Hans Sachs.
La priamel consiste en un yuxtaposición de objetos, conceptos o valores a los que se les contrapone un término de comparación, el cual se reivindica como superior. Existen ejemplos en la Biblia, Horacio y Shakespeare, entre otros. Uno de los ejemplos más conocidos es el fragmento 16 de Safo, en el que sostiene que lo más hermoso no es el ejército o la naves de guerra, sino "aquello que uno ama".